# Occitània i la regionalització del 1981
Evolució d'Occitània des dels anys 70.

## Radicalització de la política a Occitània
Durant el 1974 es produïren al Llenguadoc manifestacions dels vinyataires i denúncies de caràcter ecològic per la central de Fòs, al delta del riu Roine. Robèrt Lafont restà un xic marginat del moviment occitanista, i de la descomposició de Lucha Occitana, juntament amb els comitès de suport a la candidatura presidencial de Robert Lafont, es formaria el Moviment Socialista Occitan-Volem Viure al País (VVAP), plataforma o bloc popular amb més de mil adherits, de contingut esquerrà i defensa de camperols i viticultors, socialista i autogestionari. El mateix 1974 es fundà el grup Poble d'Oc, federalista i autogestionari, d'ideologia heterogènia influïda tant pels communards del 1870 com per la Catalunya del 1936.
El 1975 augmentà la crisi vitícola, cosa que reforçà el seguiment de les manfiestacions de viticultors, que s'uneixen en uns Comitats d'Accion dels Vinherons i el març bloquegen el port de Seta. Allí mateix, el cap de la Federació de Vins de Taula, Maffré-Baugé, reclama l'autonomia i s'adreça en occità. Alhora, durant l'estiu els VVAP engeguen la campanya Toristes defora! contra el turisme indiscriminat i poc respectuós amb el medi ambient.
El 16 de febrer del 1976 se celebraran les Jornades Regió Morta al Llenguadoc, i el 4 de març el viticultor Emili Pouytes, del MIVOC, fou mort a Montredon en un enfrontament amb la policia quan els pagesos intentaven ocupar els establiments RAMEL. Durant el 1977 continuaren les vagues i lluites a les mines d'Alès, la guanteria de Milhau i a Fijac, i alhora l'Estat intentava repetir la jugada de Naussac a Chambonchart (Cruesa). Per altra banda, a les valls Valdeses, el Moviment Autonomista Occità obtingué tres diputats al parlament de Roma, des d'on demanarà formalment l'autonomia per a les 16 valls alpines amb 116 municipis del Piemont. A les eleccions municipals del 1987 es presentaria en coalició amb els comunistes.
A les eleccions generals del 1978 el repartiment d'escons occitans, per partits, fou:
- PSF-radicals-ecologistes	50 escons
- PCF				27 escons
- UDF				21 escons
- RPR				17 escons

Encara que a les eleccions els vots dels occitanistes no arribaren al 3%, per primer cop algunes de llurs reivindicacions foren assumides pels sindicats (FDT i CGT). El mateix 1978 aparegué el manifest Mon païs escorjat, signat per Robèrt Lafont, Maffré-Baugé i Joan-Pere Chabrol i que recollí milers de signatures, on conclou que l'entrada d'Espanya a la CEE planteja, des d'un sentit contradictori, l'autonomia occitana. Poc després, el 1979, Maria Clara Viguièr publica l'assaig sociològic Occitans sens o saber on reflecteix la situació del país a finals dels setanta.
La democratització espanyola provocada per la mort del general Franco generà un petit renaixament de l'amistat occitano-catalana. El 1977 fou fundat així el Comitat d'Afrairament Occitano-Català (CAOC), amb seus a Barcelona i Tolosa, per tal de posar de manifest els estrets lligams entre ambdós països. Cada any convoca actes conjunts com els Focs de Sant Joan a Montsegur, amb el suport també del Centre d'Estudis Càtars Renat Nelli, fundat el 1982 per Nicolau Gouzy.

## La llengua, l'ensenyament i la cultura
El 1976 l'IEO va promoure la Federacion de l'Ensenhament Occitan, que promovia l'aplicació de la llei Deixonne a tota Occitània, així com la revista Viure a l'escola, per tal de promoure l'ensenyament de l'occità a primària. Fins aleshores, només s'ensenyava tres hores setmanals facultatives (mercè el decret de 7 de setembre del 1971), i a batxillerat, la llengua i la cultura eren optatives. El 1978 es presentarien un total de 15.000 alumnes a les proves, i augmentarien a 16.500 el 1979. Tanmateix, els Congresos de Mestres celebrats a Narbona el 1978 i a Tula el 1980 denunciaren la mala disposició de les autoritats educatives sobre la matèria.
El 1980, aparegueren les primeres calandretas, escoles maternals o bressoles amb l'ensenyament totalment en occità. Les primeres funcionarien a Besiers, Pau i Tolosa, amb un centenar d'alumnes. El 1992 ja hi havia 30 calandretas a tot Occitània, amb 1.500 alumnes. El 1993 signarien un acord amb el ministre francès d'educació, el gascó François Bayrou, qui va fer un disccurs en occità a Pau on afirmaria que "s'ha acabat el temps de la vergonya".
Aquest fet que donaria peu a la celebració l'octubre del 1994 del VIII Col·loqui de les Federacions de Llengües Regionals a l'Ensenyament Públic, convocada per Bairó i per la Federacion d'Ensenhants de Lenga e Cultura d'Oc (amb 250 assistents), i que donaren peu a un Protocol signat per Bayrou i el president Lionel Jospin (llenguadocià) en què l'Estat assumia el 50% de les despeses de les calandretes; el 27 de novembre del 1998 la ministra de cultura, l'alsaciana Catherine Trautmann, visità Ortès i els prometé més ajuts als educadors i creadors en l'edició de llibres i discs, i que la Délegation Générale de la Langue Française també promocionaria les altres llengües de França. Això els permetria obrir la primera escola per a infants majors d'11 anys, així com una escola de formació de mestres a Besiers. Es queixen, però, de què l'Estat triga a pagar.
Per altra banda, el 1982 s'obriren les primeres escoles bilingües experimentals, que es desenvoluparen a partir del 1990, amb uns mil alumnes. També hi havia col·legis que agafaven alumnes procedents de les escoles bilingües, però només amb cinc hores setmanals en occità (llengua, història i geografia); a la resta d'escoles, però, només hi ha una o dues hores a la setmana en occità, i no a totes. El 1992 es creà el Sindicat Occità de l'Educació (SOE).
Durant els anys 90 la possibilitat d'un cert suport institucional permet la creació del Centre Internacional de Documentació Occitana (CIDO) a Besiers, del Conservatòri Occitan de Tolosa, del Centre cultural de l'Abadia de Flavian (Gascunya), de la figura de l'encarregat de missió per a la llengua i cultura occitanes, del Gropament Independent per un Diccionari Informatisat de la Lenga Occitana (GIDILOC), la celebració el 1990 a Albi del Col·loqui d'Identitat culturala e Dinamisme Econòmic, i dels Centres Regionals d'Ensenhament Occitan (CREO) al marge del sistema públic, per a patrocinar les calandretas.
El tret de sortida el donaria el Consell Regional del Llenguadoc-Rosselló el 1985, quan fou el primer a obrir una línia pressupostària dedicada específicament a fomentar l'occità i el català. També el 1991 farien la primera enquesta sobre la situació real de la llengua, on mostrava que es trobava en perill però que encara no era morta. Aquest pressupost arribaria a 9 milions de francs el 1999 (230 milions de pts) i a 6 milions a Migdia-Pirineus (153 milions de pts).
L'abril del 1997 el Col·lectiu Auvernha-Velai-Borbonès va convocar una manifestació a Clarmont d'Alvèrnia per demanar més presència de la llengua a la televisió sota el lema Per l'occitan a la television. Mai de colors!. El 1999 neix TV-OC, associació per estudiar la viabilitat d'una emissora de televisió que emeti en occità. També es produeix un cert interès per despertar les relacions catalano-occitanes. Endemés del CAOC, el 1994 es crea la Fundació Occitano-Catalana, i ambdós planegen pel gener del 2000 el Primer Congrés Occitano-Català.

## La regionalització del 1981
Un cop vencé François Mitterrand a les presidencials, va dur a terme el programa de regionalització que havia promès. D'aquesta manera, el març del 1982 s'aprovaria la llei Deferre de descentralització territorial, on es considera a les regions com a col·lectivitats en ple exercici. Gaudiran de competències limitades en educació, assistència social, carreteres, medi ambient i promoció del desenvolupament econòmic, però encara es considera com a marc bàsic administratiu els departaments. Endemés, els límits regionals són, bàsicament, els aprovats per les Regions-Programa del 1960 i les constituïdes per Giscard el 1974.
Les primeres eleccions regionals no se celebraren fins al 16 de març del 1986. Els resultats, segons les diferents regions, foren:
- Llemosí: 40,1% per la dreta, 30,8% pel PSF, 3,9% pel FN i 1,4% els ecologistes
- Alvèrnia: 46,5% per la dreta, 30,7% pel PSF, 5,9% pel FN i l'1,7% els ecologistes
- Migdia-Pirineus: 41,3% per la dreta, 33,3% pel PSF, 6,4% pel FN i 1,4% els ecologistes
- Llenguadoc-Rosselló: 34,9% per la dreta, 31,1% pel PSF, 13,1% pel FN i 1,2% els ecologistes.
- Provença-Alps-Costa Blava: 37,3% per la dreta, 24,8% pel PSF, 19,7% pel FN i 2,4% els ecologistes.
- Aquitània: 41,3% per la dreta, 34,7% pel PSF, i 6,7% pel FN.
- Roine-Alps: 43,1% per la dreta, 28,2% pel PSF, 10,6% pel FN i 2,6% els ecologistes.

La constitució dels primers consells regionals reflectiria a nivell local les lluites i picabaralles polítiques de la política nacional francesa, els enfrontaments entre els diferents sectors dels grans partits i l'ascensió local del FN i dels ecologistes.
El VVAP van donar suport d'antuvi Mitterrand, però aviat es desencisaren en veure la política de "regionalització" que, endemés, no respectava els límits lingüístics i històrics de les províncies occitanes (el Delfinat era repartit entre la Provença i el Roine-Alps, i la Guiana entre el Llenguadoc i el Migdia-Pirineus, alhora que englobaven el Rosselló i Iparralde, zones no occitanòfones), i on tampoc es definia un estatut d'oficialitat per a les llengües regionals.

## Els anys 90
Durant el període que va del 1980 al 1990 es desfà el mite de l'Occitània Socialista després que a les eleccions del 1976 i 1978 el PSF es desfés d'uns companys de viatge que ja no els calia. Alhora, es produeix un replantejament en l'actitud occitanista, caracteritzat per l'adopció d'un pragmatisme negociant i la integració en els òrgans públics de gestió i animació cultural. En això hi tingué a veure l'exhauriment d'una dinàmica reivindicativa de caràcter identitari que només era viable en concurrència amb altres problemàtiques socioeconòmiques, que a poc a poc han anat perdent virulència. També hi ha tingut a veure la redimensió territorial, econòmica i política del país que ha provocat dos processos concomitants i que encara són en ple desenvolupament:
- La descentralització i la creació d'organismes regionals, creats ja el 1974 i accentuats durant el mandat del PSF.
- La constitució de la CEE, que afebleix el protagonisme continental francès i que permet a l'Occitània de projectar-se cap a la Mediterrània.
- La quasi consumació del procés d'eliminació de l'occità com a llengua d'ús social i la pèrdua d'efectius occitanòfons.

Endemés, durant aquest període, l'occitanisme perdé aparatosament una presència social que s'havia incrementat des dels anys 60 i 70 vers una marginalització irreversible. Això es deu, entre altres raons, a l'extensió de la crisi econòmica a tot el conjunt de l'Estat francès, cosa que privà a l'occitanisme d'alguns dels arguments probatoris més contundents, ja que la desindustrialització i la recessió havien deixar de ser "plagues específiques d'un país colonitzat"; i l'arribada al poder el 1981 dels socialistes neutralitzaria força la capacitat de mobilització dels militants provinents de l'esquerra; per altra banda, els occitanistes tingueren molt poca traça per superar les disensions internes (Com les de l'IEO el 1982), amb nuclis dirigents massa intel·lectualitzats i un amateurisme crònic que els fa mantenir actituds quimèriques i irreals, i també tingueren ben poca traça en fer les anàlisis socioeconòmiques d'un mosaic occità que no es podia simplificar abusivament.
L'occitanisme no ha aconseguit el desvetllament d'un redreçament "nacional" degut a la seva feble articulació política i moderada capacitat de mobilització lingüística i cultural, cosa que ha aprovocat un "complex d'extinció", però sí que ha reeixit la definició i promoció d'un concepte popular d'occitanitat, que té a veure amb valors com la participació (esports com el rugbi o la vida de plaça), convivialitat, capacitat d'integració i art de viure.
Alhora, es produeix una relativa prosperitat econòmica, a remolc de l'alta tecnologia i l'explotació turística d'un entorn de qualitat, després de la recessió econòmica dels 70. I de la poca integració territorial dels grans equipaments industrials planificats per l'Estat. Endemés, la constitució de les regions com a possible i futur contrapunt del poder central, empentà a alguns polítics a assumir un paper actiu en la promoció de l'occitanitat, com van fer Marc Censi (president de Migdia-Pirineus) o Domenge Baudís (Llenguadoc-Rosselló).
Els resultats de les eleccions regionals del 1992, segons les diferents regions, foren:
- Llemosí: 36,4% per la dreta, 25,8% pel PSF, 6,5% pel FN i 10,1% els ecologistes
- Alvèrnia: 42,5% per la dreta, 18,9% pel PSF, 8,9% pel FN i l'11,6% els ecologistes
- Migdia-Pirineus: 38,2% per la dreta, 20,9% pel PSF, 9,1% pel FN i 9% els ecologistes
- Llenguadoc-Rosselló: 30,5% per la dreta, 13,5% pel PSF, 17,4% pel FN i 12,8% els ecologistes.
- Provença-Alps-Costa Blava: 28,1% per la dreta, 22,8% pel PSF, 23,2% pel FN i 7,9% els ecologistes.
- Aquitània: 31,0% per la dreta, 20,7% pel PSF, i 10,2% pel FN i 12,7% els ecologistes.
- Roine-Alps: 32,3% per la dreta, 17,0% pel FN, 15,6% els ecologistes i 13,9% pel PSF.

També en aquestes eleccions es traslladaren problemes de la política nacional. A Provença, en unes eleccions prèvies d'un districte de Niça, la fugida de l'alcalde Jacques Medecin (FN) per corrupció provocà que la candidata Jeanne Murcia (UDF), amb el suport del PSF i RPR, s'imposés a Jacques Peyrat (FN). Els candidats provençals eren Jean-Claude Gaudin (UDF), president fins aleshores del Consell Regional, Bernard Tapie (Energie Sud), amb suport del PSF, i Bruno Megret (FN). El FN obtingué força vots a Marsella degut a l'alta taxa de població forana (més d'un 7%) i l'alta taxa d'atur (19%).

## L'avenç de l'extrema dreta
Ja a les eleccions municipals prèvies a Marsella del 1994, el candidat del FN, Bruno Mégret, obtingué el 42,9% contra el 45% de Jean-Jacques Anglade, del PSF, qui comptava amb el suport tant del PCF com del RPR i UDF. I a les municipals del 1995, el FN obtingué tres alcaldies occitanes: Jean-Marie Le Chevalier a Toló (amb el 37,03% dels vots), Daniel Simonpiéri, a Marinhana (amb el 37% dels vots) i Jacques Bompard, a Aurenja (amb el 35,93% dels vots), als quals s'uniria, des del 10 de febrer del 1997, Catharine Megret, esposa de Bruno Megret, alcaldessa de Vitròla (amb el 52,2% dels vots). Llurs mandats es caracteritzaren pel nepotisme i la mala gestió:
- A Aurenja, pel tancament dels refugis per als "sense sostre"; culturalment, promocionaren Thés Dansants, qui organitzaren dotze espectacles provençals.
- A Toló, en cultura destituïren Gerard Paquet, director del teatre Nacional de Chastelvalon, i vetaren a la Festa del Llibre a l'autor jueu Marek Halter. Pel que fa a la política social, suprimiren la subvenció a més de 170 entitats, alhora que augmentaren un 5,5% els impostos.
- A Marinhana, augmentaren la dotació de llibres i publicacions de caràcter ultra a les biblioteques públiques i suprimiren els menús sense carn de porc a les escoles; i en el terreny social, crearen la Fraternité Française, per tal de donar assistència només als indigents «francesos». Endemés, el 24 de gener del 1999 hi celebraren el Congrés del FN, on es produí l'escissió del dirigent Bruno Megret, qui fundaria FN-Mouvement National, que vol ser més presentable, alhora que es produí una manfiestació de 2.000 persones convocada per SOS Racisme.

A les eleccions regionals del 1998, el nombre d'escons per regions fou:
- Llemosí: 18 per la dreta, 13 pel PSF, 4 pel PCF 2 ecologistes, 1 FN i 4 d'altres
- Alvèrnia: 24 per la dreta, 9 pel PSF, 5 ecologistes, 4 PCF, 4 FN i 1 CPTN.
- Migdia-Pirineus: 44 la dreta, 21 PSF, 7 ecologistes, 6 FN, 5 PCF i 9 altres.
- Llenguadoc-Rosselló: 22 a la dreta, 10 al PSF, 9 al FN, 7 al PCF, 3 ecologistes i 16 altres.
- Provença-Alps-Costa Blava: 46 per la dreta, 30 FN, 20 PSF, 10 PCF, 3 ecologistes i 12 altres.
- Aquitània: 33 dreta, 19 PSF, 8 FN, 6 PCF, 7 ecologistes, 9 CPTN i 3 altres.
- Roine-Alps: 18 dreta, 14 PSF, 5 PCF, 4 FN, 3 ecologistes.

L'any 2000 també ha portat noves perspectives d'articulació del país. Així s'ha creat una Associació d'Alcaldes i Electes Occitans, amb més de 200 representants, i tant l'ajuntament de Besiers com la regió de Llenguadoc-Rosselló ha decidit potenciar el Centre Interregionau de Desvolopament de l'Occitan (CIRDOC).